# St. François Xavier
St. François Xavier es un municipio rural canadiense situado en la provincia de Manitoba.

## Superficie
St. François Xavier tiene una superficie de 205,14 km².

## Demografía
En 2021, tenía 1449 habitantes, una densidad poblacional de 7,1 hab./km², y 514 viviendas.